# Zapalenie kącików ust
Zapalenie kącików ust, zapalenie kątów ust, potocznie zajady (łac. cheilitis, cheilosis) – zmiany polegające na pękaniu skóry w kącikach ust, zwykle po obu stronach, z tworzeniem się nadżerek. Mogą być wywołane przez drożdżaki, nowotwór lub alergię (przykładowo na nikiel, znajdujący się w większości sztućców) albo powstać w wyniku kiły wrodzonej wczesnej. Jeśli nie są leczone, przeważnie długo się utrzymują. 
Czynnikami sprzyjającymi zapaleniu kącików ust są: drażnienie przez protezy dentystyczne, choroby przebiegające z niedoborami odporności, niedobór witamin grupy B, głównie B₂, a także cukrzyca. Jest to bardzo częsty objaw niepożądany występujący podczas doustnej terapii izotretynoiną.

Przeczytaj ostrzeżenie dotyczące informacji medycznych i pokrewnych zamieszczonych w Wikipedii.